# Dolnoselți, Haskovo
Dolnoselți (în bulgară Долноселци) este un sat în comuna Ivailovgrad, regiunea Haskovo,  Bulgaria. 

## Demografie
Componența etnică a satului Dolnoselți
     Nicio identificare (100%)
     Altele (0%)
La recensământul din 2011, populația satului Dolnoselți era de 2 locuitori. . Pentru 100,0% din locuitori nu este cunoscută apartenența etnică.